# Alpina stenonaenia
Alpina stenonaenia là một loài bướm đêm trong họ Geometridae.